# Loredana Bertè
Loredana Bertè [loreˈdaːna berˈtɛ] (* 20. September 1950 in Bagnara Calabra) ist eine italienische Sängerin. Bekanntheit erlangte sie nicht zuletzt durch ihre Teilnahme an zehn Ausgaben des Sanremo-Festivals. Ihr wird die Einführung diverser stilistischer Neuerungen in die italienische Popmusik zugeschrieben, so Reggae und Rap.

## Biografie
Bertè wurde als dritte von vier Töchtern in der Provinz Reggio Calabria geboren und verbrachte ihre Kindheit in Porto Recanati. Zusammen mit ihrer Schwester Domenica zog sie 1965 nach Rom, wo sie in der Diskothek Piper Club erste musikalische Erfahrungen als Tänzerin sammelte. Dort traf sie auch den (damals noch unbekannten) Musiker Renato Zero, mit dem sie fortan zusammenarbeitete: So traten beide als Tänzer mit Rita Pavone und als Teil der Tanzgruppe von Don Lurio auf, u. a. auch bei Großveranstaltungen wie Partitissima oder Canzonissima. Mit Zero trat sie auch als Bodypainter auf. In der Musikkomödie Ciao Rudy trat sie später an der Seite von Paola Borboni auf; es folgte ein skandalumwitterter Nacktauftritt im Musical Hair, in dessen Folge sich Bertè, auch angeregt durch den Komponisten Bill Conti, endgültig der Musik zuwandte.
Ihr Debütalbum Streaking erschien 1974 und zog durch das provokante Plattencover und gewagte Texte erneut Skandale nach sich. Mit der Single Sei bellissima gelang der Sängerin 1975 ein erster Erfolg. Das zweite Album Normale o super folgte schon 1976, gleichzeitig hatte Bertè Auftritte in mehreren Kinofilmen. Ende der 70er-Jahre konnte sie erstmals auch in die Albumcharts einsteigen, was vor allem auf den Erfolg der von Ivano Fossati geschriebenen Single E la luna bussò (1979) zurückzuführen war. Fossati löste von da an auch Mario Lavezzi, ihren langjährigen Produzenten, ab. Bertès Bekanntheit stieg noch einmal mit ihrer Teilnahme am Festivalbar-Wettbewerb 1982, bei dem sie mit dem Lied Non sono una signora gewann. Es folgten weitere bekannte Lieder: Il mare d’inverno (auf Jazz) von Enrico Ruggeri, Ragazzo mio (auf Savoir faire) von Luigi Tenco und Acqua (auf Carioca) von Djavan. Bei ihrer Teilnahme am Sanremo-Festival 1986 präsentierte die Sängerin das Lied Re von Mango. Ihr Auftritt sorgte erneut für einen Skandal. Schon 1988 kehrte sie mit dem Lied Io von Tony Cicco zum Festival zurück.
1989 heiratete Bertè – nach der Trennung von Roberto Berger 1987, mit dem sie vier Jahre verheiratet gewesen war – den schwedischen Tennisspieler Björn Borg, woraufhin sie sich kurzzeitig aus der Musik zurückzog. Doch bereits 1992 trennte sie sich von Borg und kehrte 1993 zum Sanremo-Festival zurück, wo sie zusammen mit ihrer Schwester Mia Martini und dem Lied Stiamo come stiamo antrat. Auf dem folgenden Album Ufficialmente dispersi trat Bertè erstmals auch als Textdichterin ihrer Lieder in Erscheinung. Nach einer weiteren Teilnahme am Festival mit Amici non ne ho brachte sie das Livealbum Bertex – Ingresso Libero heraus, in dem sie erneut mit ihrer Schwester und mit Renato Zero zusammenarbeitete. Das Jahr 1995 brachte eine weitere Sanremo-Teilnahme (mit Angeli & angeli) und die Kompilation Ufficialmente ritrovati mit sich, hielt jedoch auch einen schweren Schicksalsschlag für die Sängerin bereit: den Tod von Mia Martini.
Bertès nächstes Album Un pettirosso da combattimento (1997), dem wieder eine Sanremo-Teilnahme vorausging, war in großen Teilen der verstorbenen Schwester gewidmet. Im Folgejahr erschien ihr zweites Livealbum Decisamente Loredana, wieder in Zusammenarbeit mit Renato Zero. Nach einer längeren Pause, während derer die Sängerin noch einmal am Sanremo-Festival (2002 mit dem Lied Dimmi che mi ami) sowie an der Reality-Show Music Farm teilnahm, kam das nächste Studioalbum Babybertè erst 2005 heraus. Mit dem zweiten Platz ist es ihr bislang größter Charterfolg. Das Album zog zusätzlich noch eine Sonder- und eine Live-Edition nach sich. Nach öffentlichen Streitigkeiten mit den Veranstaltern des Sanremo-Festivals kehrte sie 2008 mit dem Lied Musica e parole zurück, das jedoch im Festival disqualifiziert wurde, da es sich als ein nicht zulässiges Cover herausstellte. Es folgte die Kompilation Bertilation sowie die EP Lola & Angiolina Project zusammen mit Ivana Spagna.
Ihre nächste Teilnahme am Sanremo-Festival erfolgte 2012 im Duett mit Gigi D’Alessio: Ihr Lied Respirare erreichte im Finale den vierten Platz. Am vierten Abend des Festivals trat sie außerdem zusammen mit Nina Hagen auf. In der 14. Ausgabe der Castingshow Amici di Maria De Filippi (2014/2015) fungierte Bertè als Jurorin. Im November 2015 erschien unter dem Titel Traslocando die erste Autobiographie der Sängerin. 2017 arbeitete sie mit J-Ax & Fedez auf deren Album Comunisti col Rolex zusammen, 2018 war sie am Sommerhit Non ti dico no von Boomdabash beteiligt. Im selben Jahr erschien ihr nächstes Album LiBertè. Beim Sanremo-Festival 2019 präsentierte sie das Lied Cosa ti aspetti da me und erreichte erneut den vierten Platz. 2020–2022 trat Bertè als Coach in der Castingshow The Voice Senior in Erscheinung. In dieser Zeit veröffentlichte sie auch weiter Musik und gab Konzerte, 2021 erschien (nach diversen Neuauflagen älterer Alben) das neue Studioalbum Manifesto.
Beim Sanremo-Festival 2024 präsentierte Bertè das Lied Pazza und wurde dafür mit dem Kritikerpreis ausgezeichnet.

## Diskografie

### Studioalben
| Jahr | Titel                          | Höchstplatzierung, Gesamtwochen, AuszeichnungChartsChartplatzierungen (Jahr, Titel, Platzierungen, Wochen, Auszeichnungen, Anmerkungen) | Anmerkungen                                                      |
| Jahr | Titel                          | IT | Anmerkungen                                                      |
| ---- | ------------------------------ | --- | ---------------------------------------------------------------- |
| 1974 | Streaking                      | IT62 (1 Wo.)IT | Erstveröffentlichung: 1974 Charteinstieg IT (FIMI-Charts): 2019  |
| 1976 | Normale o super                | — | Erstveröffentlichung: 1976                                       |
| 1977 | TIR                            | — | Erstveröffentlichung: 1977                                       |
| 1979 | Bandabertè                     | IT12 (9 Wo.)IT | Erstveröffentlichung: 29. Mai 1979                               |
| 1980 | Bertè                          | IT14 (12 Wo.)IT | Erstveröffentlichung: 1980 2020 Platz 66 der FIMI-Charts (1 Wo.) |
| 1981 | Made in Italy                  | IT23 (1 Wo.)IT | Erstveröffentlichung: April 1981                                 |
| 1982 | Traslocando                    | IT7 (16 Wo.)IT | Erstveröffentlichung: 1982                                       |
| 1983 | Lorinedita                     | IT24 (1 Wo.)IT | Erstveröffentlichung: 17. Juni 1983                              |
| 1983 | Jazz                           | IT5 (12 Wo.)IT | Erstveröffentlichung: Oktober 1983                               |
| 1984 | Savoir faire                   | IT18 (8 Wo.)IT | Erstveröffentlichung: Juli 1984                                  |
| 1985 | Carioca                        | IT17 (8 Wo.)IT | Erstveröffentlichung: Juni 1985                                  |
| 1988 | Io                             | IT25 (1 Wo.)IT | Erstveröffentlichung: Mai 1988                                   |
| 1993 | Ufficialmente dispersi         | — | Erstveröffentlichung: 1993                                       |
| 1997 | Un pettirosso da combattimento | IT22 (1 Wo.)IT | Erstveröffentlichung: 1997                                       |
| 2005 | Babybertè                      | IT2 (11 Wo.)IT | Erstveröffentlichung: 9. September 2005                          |
| 2006 | Babybertè (Special Edition)    | IT32 (3 Wo.)IT | Erstveröffentlichung: 2006                                       |
| 2016 | Amici non ne ho… ma amiche si! | IT2 (18 Wo.)IT | Erstveröffentlichung: 1. April 2016                              |
| 2018 | LiBerté                        | IT4 Gold · (19 Wo.)IT | Erstveröffentlichung: 28. September 2018 Verkäufe: + 25.000      |
| 2021 | Manifesto                      | IT8 (2 Wo.)IT | Erstveröffentlichung: 5. November 2021                           |

### Livealben
| Jahr | Titel                | Höchstplatzierung, Gesamtwochen, AuszeichnungChartsChartplatzierungen (Jahr, Titel, Platzierungen, Wochen, Auszeichnungen, Anmerkungen) | Anmerkungen                              |
| Jahr | Titel                | IT | Anmerkungen                              |
| ---- | -------------------- | --- | ---------------------------------------- |
| 1998 | Decisamente Loredana | IT17 (3 Wo.)IT | Erstveröffentlichung: 20. September 1998 |
| 2007 | Babybertè Live       | IT29 (3 Wo.)IT | Erstveröffentlichung: 2. März 2007       |
| 2008 | Bertilation          | IT20 (3 Wo.)IT | Erstveröffentlichung: 18. April 2008     |

Weitere Livealben
- 1994: Bertex – Ingresso libero

### Kompilationen (Auswahl)
| Jahr | Titel                                  | Höchstplatzierung, Gesamtwochen, AuszeichnungChartsChartplatzierungen (Jahr, Titel, Platzierungen, Wochen, Auszeichnungen, Anmerkungen) | Anmerkungen                                              |
| Jahr | Titel                                  | IT | Anmerkungen                                              |
| ---- | -------------------------------------- | --- | -------------------------------------------------------- |
| 2004 | Sei bellissima                         | IT46 (5 Wo.)IT | Erstveröffentlichung: 2004                               |
| 2005 | Le più belle canzoni di Loredana Bertè | IT97 (1 Wo.)IT | Erstveröffentlichung: 2005                               |
| 2006 | Tutto Bertè                            | IT29 (7 Wo.)IT | Erstveröffentlichung: 9. Juni 2006                       |
| 2009 | Io sì! Bertè                           | IT99 (1 Wo.)IT | Erstveröffentlichung: 2009                               |
| 2022 | Reloaded                               | IT77 (1 Wo.)IT | Erstveröffentlichung: 11. November 2022                  |
| 2024 | Ribelle                                | IT8 Gold · (19 Wo.)IT | Erstveröffentlichung: 6. Februar 2024 Verkäufe: + 25.000 |

### EPs
| Jahr | Titel            | Höchstplatzierung, Gesamtwochen, AuszeichnungChartsChartplatzierungen (Jahr, Titel, Platzierungen, Wochen, Auszeichnungen, Anmerkungen) | Anmerkungen                |
| Jahr | Titel            | IT | Anmerkungen                |
| ---- | ---------------- | --- | -------------------------- |
| 2002 | Dimmi che mi ami | IT7 (6 Wo.)IT | Erstveröffentlichung: 2002 |

### Singles als Leadmusikerin
| Jahr | Titel Album                                              | Höchstplatzierung, Gesamtwochen, AuszeichnungChartplatzierungen (Jahr, Titel, Album, Platzierungen, Wochen, Auszeichnungen, Anmerkungen) | Höchstplatzierung, Gesamtwochen, AuszeichnungChartplatzierungen (Jahr, Titel, Album, Platzierungen, Wochen, Auszeichnungen, Anmerkungen) | Anmerkungen                                                                        |
| Jahr | Titel Album                                              | IT | CH | Anmerkungen                                                                        |
| ---- | -------------------------------------------------------- | --- | --- | ---------------------------------------------------------------------------------- |
| 1975 | Sei bellissima Normale o super                           | IT10 Gold (2019) · (8 Wo.)IT | — | Verkäufe: + 25.000                                                                 |
| 1976 | Meglio libera Normale o super                            | IT24 (2 Wo.)IT | — |                                                                                    |
| 1977 | Fiabe –                                                  | IT23 (3 Wo.)IT | — |                                                                                    |
| 1978 | Dedicato Bandabertè                                      | IT5 Gold (2024) · (20 Wo.)IT | — | Verkäufe: + 50.000                                                                 |
| 1979 | E la luna bussò Bandabertè                               | IT9 Gold (2021) · (20 Wo.)IT | — | Verkäufe: + 35.000 erreichte 1980 auch Platz 12 der schwedischen Charts (7 Wochen) |
| 1980 | In alto mare Bertè                                       | IT11 Gold (2024) · (10 Wo.)IT | — | Verkäufe: + 50.000                                                                 |
| 1982 | Non sono una signora Traslocando                         | IT4 Platin (2021) · (19 Wo.)IT | — | Verkäufe: + 70.000                                                                 |
| 1982 | Per i tuoi occhi Traslocando                             | IT7 (10 Wo.)IT | — |                                                                                    |
| 1985 | Acqua Carioca                                            | IT13 (10 Wo.)IT | — |                                                                                    |
| 1994 | Amici non ne ho Bertex – Ingresso libero                 | IT19 (2 Wo.)IT | — |                                                                                    |
| 2006 | Strade di fuoco Babybertè                                | IT3 (9 Wo.)IT | — |                                                                                    |
| 2008 | Musica e parole Bertilation                              | IT20 (2 Wo.)IT | — |                                                                                    |
| 2012 | Ma quale musica leggera Amici non ne ho... ma amiche sì! | IT60 (2 Wo.)IT | — | Erstveröffentlichung: 1. Juni 2012 mit Edoardo Bennato                             |
| 2019 | Cosa ti aspetti da me LiBerté (Sanremo Edition)          | IT6 Platin · (12 Wo.)IT | CH64 (1 Wo.)CH | Erstveröffentlichung: 6. Februar 2019 Verkäufe: + 50.000                           |
| 2019 | Tequila e San Miguel LiBerté (Sanremo Edition)           | IT88 (1 Wo.)IT | — | Erstveröffentlichung: 10. Mai 2019                                                 |
| 2021 | Figlia di… Manifesto                                     | IT62 Gold · (6 Wo.)IT | — | Erstveröffentlichung: 3. März 2021 Verkäufe: + 35.000                              |
| 2021 | Che sogno incredibile Best of Me                         | IT71 Gold · (7 Wo.)IT | — | Erstveröffentlichung: 3. Juni 2021 mit Emma Marrone Verkäufe: + 35.000             |
| 2024 | Pazza Ribelle                                            | IT8 Platin · (… Wo.)IT | CH66 (1 Wo.)CH | Erstveröffentlichung: 7. Februar 2024 Verkäufe: + 100.000                          |
| 2025 | Una stupida scusa –                                      | IT73 (6 Wo.)IT | — | Erstveröffentlichung: 15. Mai 2025 mit Boomdabash                                  |

Weitere Singles
- 1974: Volevi un amore grande
- 1977: Grida
- 1977: Decisamente Loredana
- 1981: Movie
- 1986: Re
- 1988: Io
- 1991: In questa città
- 1993: Stiamo come stiamo
- 1998: Portami con te
- 2004: Sarà perché ti amo (chi se ne frega!) (mit Ricchi e Poveri)
- 2024: Bestiale (mit Eiffel 65)

### Singles als Gastmusikerin
| Jahr | Titel Album                  | Höchstplatzierung, Gesamtwochen, AuszeichnungChartsChartplatzierungen (Jahr, Titel, Album, Platzierungen, Wochen, Auszeichnungen, Anmerkungen) | Anmerkungen                                                                                      |
| Jahr | Titel Album                  | IT | Anmerkungen                                                                                      |
| --- | ---------------------------- | --- | ------------------------------------------------------------------------------------------------ |
| 2012 | Respirare Chiaro             | IT11 (7 Wo.)IT | Erstveröffentlichung: 15. Februar 2012 Gigi D’Alessio feat. Loredana Bertè                       |
| 2018 | Non ti dico no Barracuda     | IT25 ×2Doppelplatin · (23 Wo.)IT | Erstveröffentlichung: 4. Mai 2018 Boomdabash feat. Loredana Bertè Verkäufe: + 100.000            |
| 2019 | Senza pensieri –             | IT22 Platin · (16 Wo.)IT | Erstveröffentlichung: 10. Juli 2019 Fabio Rovazzi feat. Loredana Bertè & J-Ax Verkäufe: + 50.000 |
| Folgende Lieder erschienen nicht als Single, wurden aber durch das Album zum Download und Streaming bereitgestellt und konnten somit eine Platzierung erlangen: |                              | |                                                                                                  |
| |                              | |                                                                                                  |
| 2017 | Allergia Comunisti col Rolex | IT66 (2 Wo.)IT | J-Ax & Fedez feat. Loredana Bertè                                                                |

## Filmografie
- 1970: Basta guardarla
- 1970: Quelli belli… siamo noi
- 1975: Orfeo 9 (Fernsehfilm)
- 1975: Attenti al buffone
- 1976: Der Kleine mit dem dicken Hammer (Il padrone e l’operaio)
- 1976: Movie Rush – La febbre del cinema
- 1977: Bambole, non c’è una lira! (Fernsehserie)

## Bibliografie
- Loredana Bertè: Traslocando. Rizzoli, Mailand 2015, ISBN 978-88-17-08427-7.

## Belege
1. 1 2  Evan C. Gutierrez: Loredana Bertè, Biography. In: Allmusic. Abgerufen am 28. November 2015 (englisch).
2. ↑  Loredana Berté. In: Albo d’Oro. Musica e dischi, archiviert vom Original (nicht mehr online verfügbar) am 8. Dezember 2015; abgerufen am 28. November 2015 (italienisch).  Info: Der Archivlink wurde automatisch eingesetzt und noch nicht geprüft. Bitte prüfe Original- und Archivlink gemäß Anleitung und entferne dann diesen Hinweis.
3. ↑  Bertè, Loredana. In: Enciclopedia on line. Istituto della Enciclopedia Italiana, Rom. Abgerufen am 28. November 2015.
4. 1 2 3 4 5  Biografia di Loredana Berté. In: Rockol.it. 16. Januar 2012, abgerufen am 28. November 2015 (italienisch).
5. ↑  Loredana Bertè si separa e denuncia il marito. In: La Repubblica. GEDI Gruppo Editoriale, 1. Juli 1987, S. 18 (Onlineartikel [abgerufen am 28. November 2015]).
6. ↑  Marisa Fumagalli, Alonzo Francesco Saverio: Bertè censurata in Svezia. In: Corriere della Sera. RCS MediaGroup, 30. Januar 1993, S. 15 (Onlineartikel [abgerufen am 28. November 2015]). Onlineartikel (Memento vom 25. März 2013 im Internet Archive)
7. ↑  Laffranchi Andrea: Bertè eliminata (ma canterà). Il suo brano «clonato» dall’88. In: Corriere della Sera. RCS MediaGroup, 28. Februar 2008, S. 47 (Onlineartikel [abgerufen am 28. November 2015]).
8. ↑  Marinella Venegoni: Berté: “La nuova Loredana non urla è rock, ma ha la frangetta bon ton”. In: LaStampa.it. 20. April 2015, abgerufen am 28. November 2015 (italienisch).
9. ↑  Traslocando. In: Rizzoli.eu. RCS Libri, abgerufen am 28. November 2015 (italienisch).
10. 1 2 3 4  Chartquellen (Alben):
  - M&D-Chartarchiv. Musica e dischi, archiviert vom Original (nicht mehr online verfügbar) am 18. Mai 2015; abgerufen am 27. November 2015 (italienisch, kostenpflichtiger Abonnement-Zugang).  Info: Der Archivlink wurde automatisch eingesetzt und noch nicht geprüft. Bitte prüfe Original- und Archivlink gemäß Anleitung und entferne dann diesen Hinweis.
  - Guido Racca & Chartitalia: Top 100 FIMI Album. Lulu, 2013, S. 77 f.
  - Alben von Loredana Bertè. In: Italiancharts.com. Hung Medien, abgerufen am 13. Dezember 2019.
11. 1 2 3 4 5 6 7 8 9 10 11 12 13  Auszeichnungsarchiv. FIMI, abgerufen am 11. März 2025 (italienisch).
12. 1 2  Chartquellen (Singles):
  - M&D-Chartarchiv. Musica e dischi, abgerufen am 27. November 2015 (italienisch, kostenpflichtiger Abonnement-Zugang).
  - Guido Racca & Chartitalia: Top 100 FIMI Singoli. Lulu, 2013, S. 70.
  - Archivio classifiche Top Singoli. FIMI, abgerufen am 11. März 2025 (italienisch).
  - Schweiz
13. ↑  Loredana Bertè – E la luna bussò. In: Swedishcharts.com. Hung Medien, abgerufen am 27. November 2015.
14. ↑  Melody Laurino: Ma quale musica leggera di Loredana Berté, nuovo singolo. In: Airdave.it. 31. Mai 2012, archiviert vom Original (nicht mehr online verfügbar) am 8. Dezember 2015; abgerufen am 28. November 2015 (italienisch).

| Personendaten    | Personendaten         |
| ---------------- | --------------------- |
| NAME             | Bertè, Loredana       |
| KURZBESCHREIBUNG | italienische Sängerin |
| GEBURTSDATUM     | 20. September 1950    |
| GEBURTSORT       | Bagnara Calabra       |